# TEDMED
TEDMED는 TED (Technology, Entertainment, Design)는 미국의 비영리 재단에서 운영하는 강연회의 프로그램중에서, 건강 및 의학 관련 연간 회의이다. WEB 기반 커뮤니티를 통해 건강 및 의학에 초점을 맞춘 연례 컨퍼런스이며, 비영리 TED 회의의 라이센스하에 운영되는 독립적 인 행사에 속하는 것이다.

## TEDMED 설립 배경
2014년 현재 TEDMED 직원들은 미국 코네티컷주 스탬 포드 (Stamford)에서 근무하고 있다.
TEDMED에서 주어진 강연회의 주된 내용들은 "건강, 정보 및 기술의 연계성"과 "매력적인 개인의 이야기"및 "의료의 미래에 대한 예측"등이 결합 된것이 논하여 진다.

## TEDMED 공개 동영상
- 왜 우리는 몸에 해로운 음식을 끊을 수 없는가? : 마약성분인 코카인이 1929년 이전에는 코카콜라에 사용되다가, 국가정부의 금지로 성분이 대체 된것, 각종 청량음료에 첨가된 설탕 중독으로 성인병인 Type2 당뇨병이 어린이들까지 발병되는 이유등[4]

- 내 아들이 미국 콜로라도주 콜럼바인 고등학교 총기 난사 사건의 범인 입니다.:내 아들에 의해 살해당한 아이들의 부모님들께 미안함, 내 아들이 자살하려던 충동이 결국 총기 살해범이 된 인과 관계, 아이들이 폭력적으로 바뀌어 진것에 대한 정신 건강에 대해 살인자의 어머니로써 배운점[5]

- 지구와 화성 등의 생명체 유전자 게놈의 분석에 대한 발견 과 디자인: 인체의 구조를 이루는 DNA, RNA, Protein의 상호 연관관계[6]

## 같이 보기
- 세바시 - 한국어판 자기 개발 강의